# Aderbissinat
Aderbissinat este o comună rurală din departamentul Tchirozerine, regiunea Agadez, Niger, cu o populație de 17.540 de locuitori (2001).